# 糙葶韭
糙葶韭（学名：Allium anisopodium var. Zimmermannianum）为葱科葱属的变种。分布在中国大陆的黑龙江、甘肃、吉林、河北、山东、陕西、辽宁、山西、内蒙古等地，生长于海拔2,200米以下的地区，一般生于草地、山坡及沙丘上。